# Chicane
Uma chicane é um desvio artificial em um caminho, a fim de diminuir a velocidade de quem por ele passa como medida de segurança.

## Nas cidades

### Para pedestres
Há equipamentos para a proteção de pedestres que também são chamados chicanes, e que normalmente servem para evitar acesso inadvertido em pontos de travessia de ferrovias, embora também sejam usadas em parques para evitar o acesso de veículos.

Seu modo de funcionamento consiste na instalação cercas em um arranjo intercalado, de forma que o pedestre precisa virar-se para ambos os lados para atravessá-la, aumentando a chance de avistar um trem que venha em um dos sentidos.

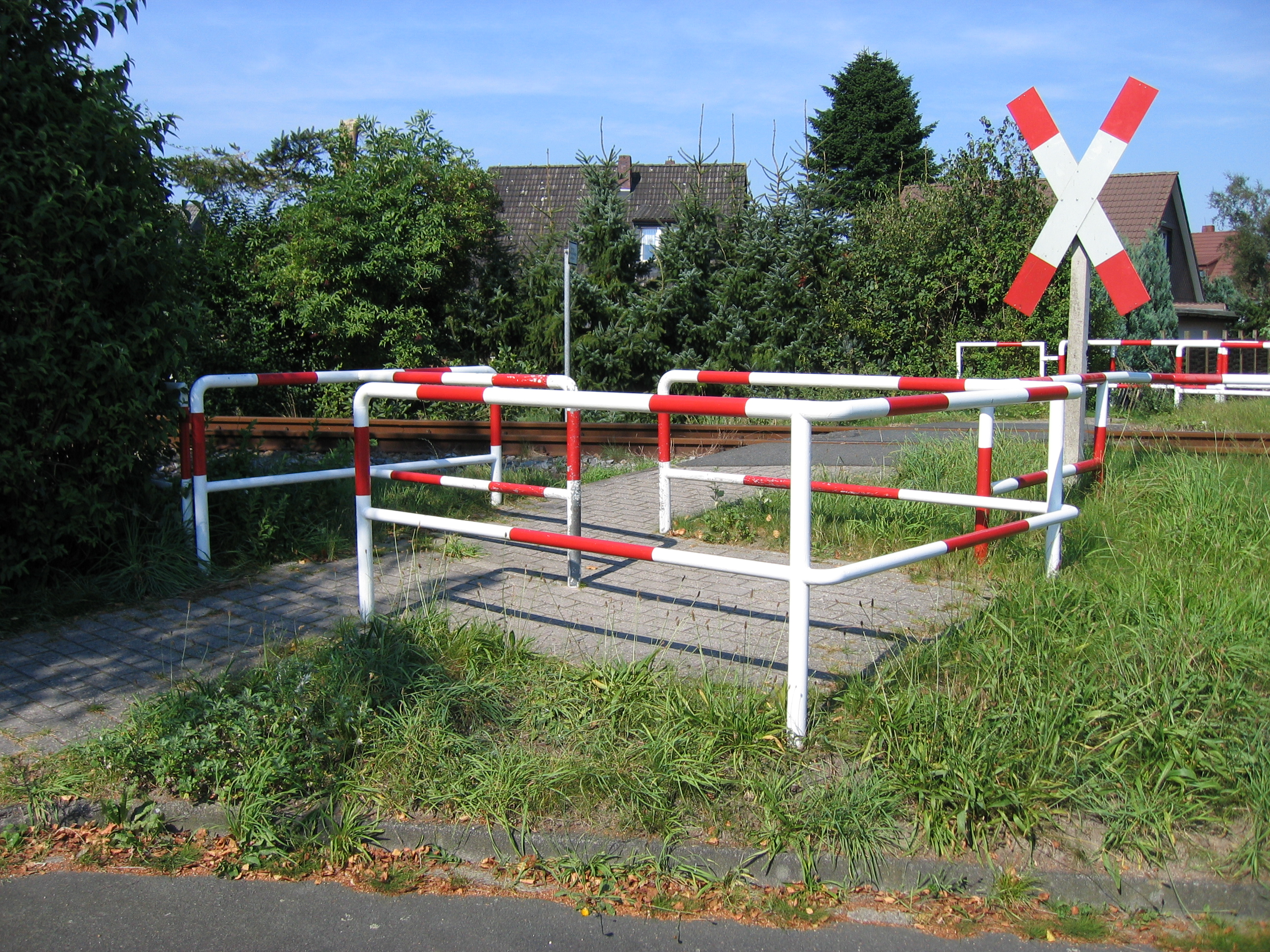
Chicane para pedestres em um ponto de travessia de ferrovia.
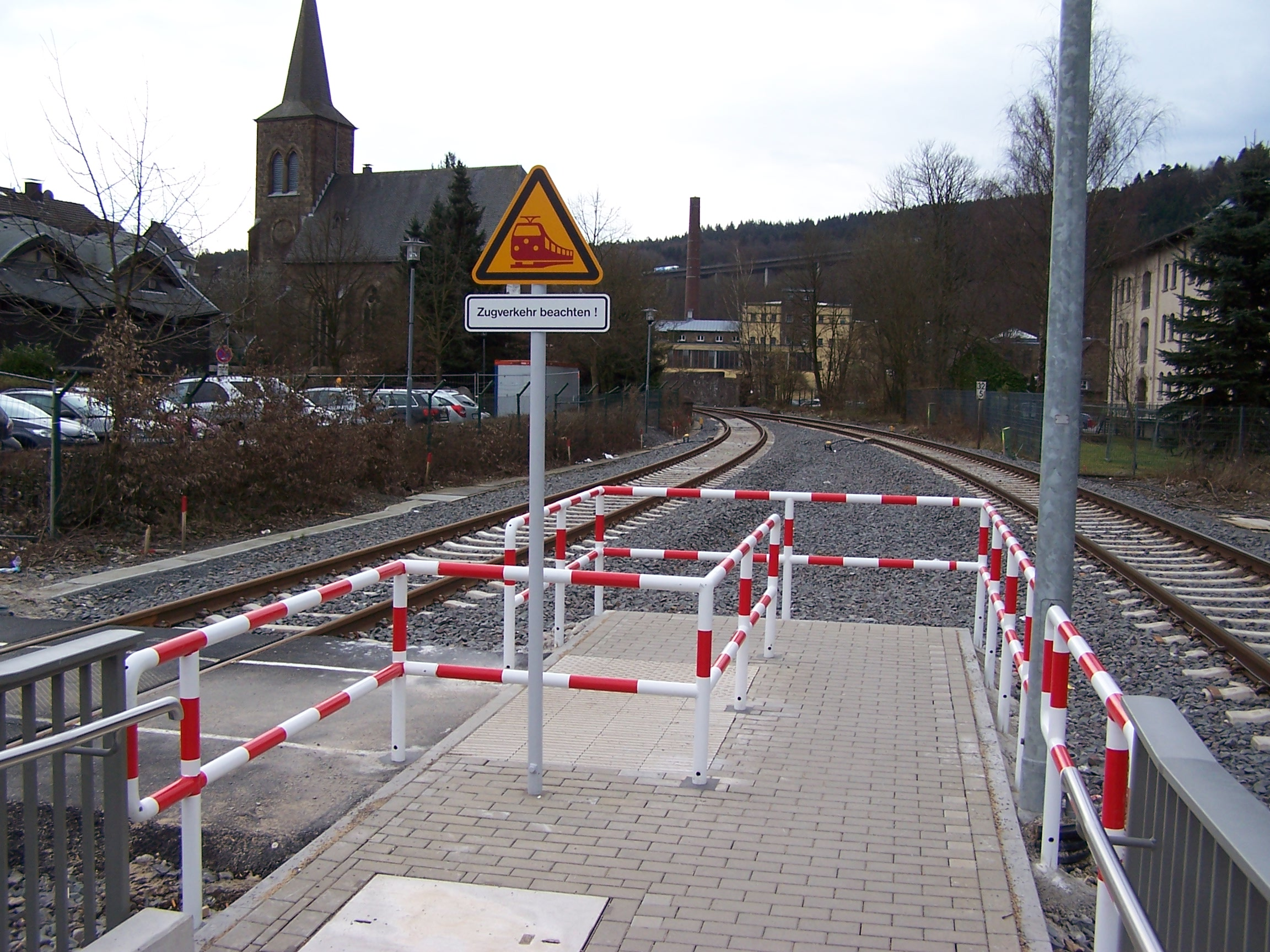
Chicane para pedestres ao final de uma plataforma de trem, para evitar a travessia inadvertida.

### No tráfego de veículos
As chicanes são frequentemente utilizadas como intervenções de traffic calming, para não só reduzir a velocidade como aumentar o esforço cognitivo da condução.
São alternativas interessantes ao uso de lombadas: apesar de maior custo de implementação, são mais silenciosas para a vizinhança e causam menos danos aos veículos. Podem ser usadas em contexto urbano ou rural. Muitas vezes são usadas na proximidade de obras viárias e na entrada de zonas residenciais. Uma desvantagem é a ocupação de parte do pavimento, o que pode pesar contra sua aplicação em ruas mais estreitas.

Podem ser criadas usando jardins, ilhas, vagas de estacionamento ou com outras formas de bloqueio da passagem, como cones, nos casos de intervenções temporárias.

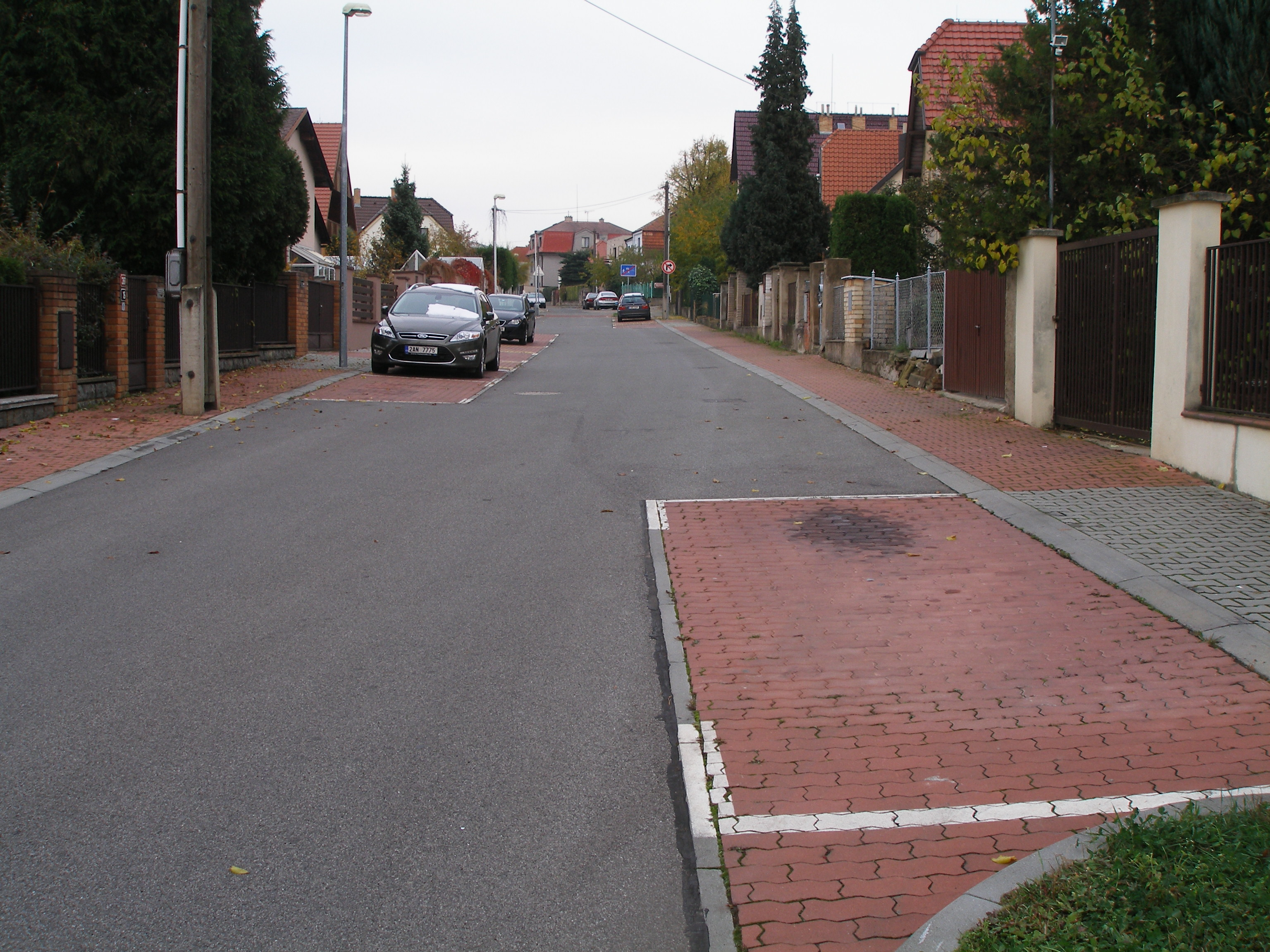
Chicane feita com vagas de estacionamento em rua residencial em Praga, República Checa
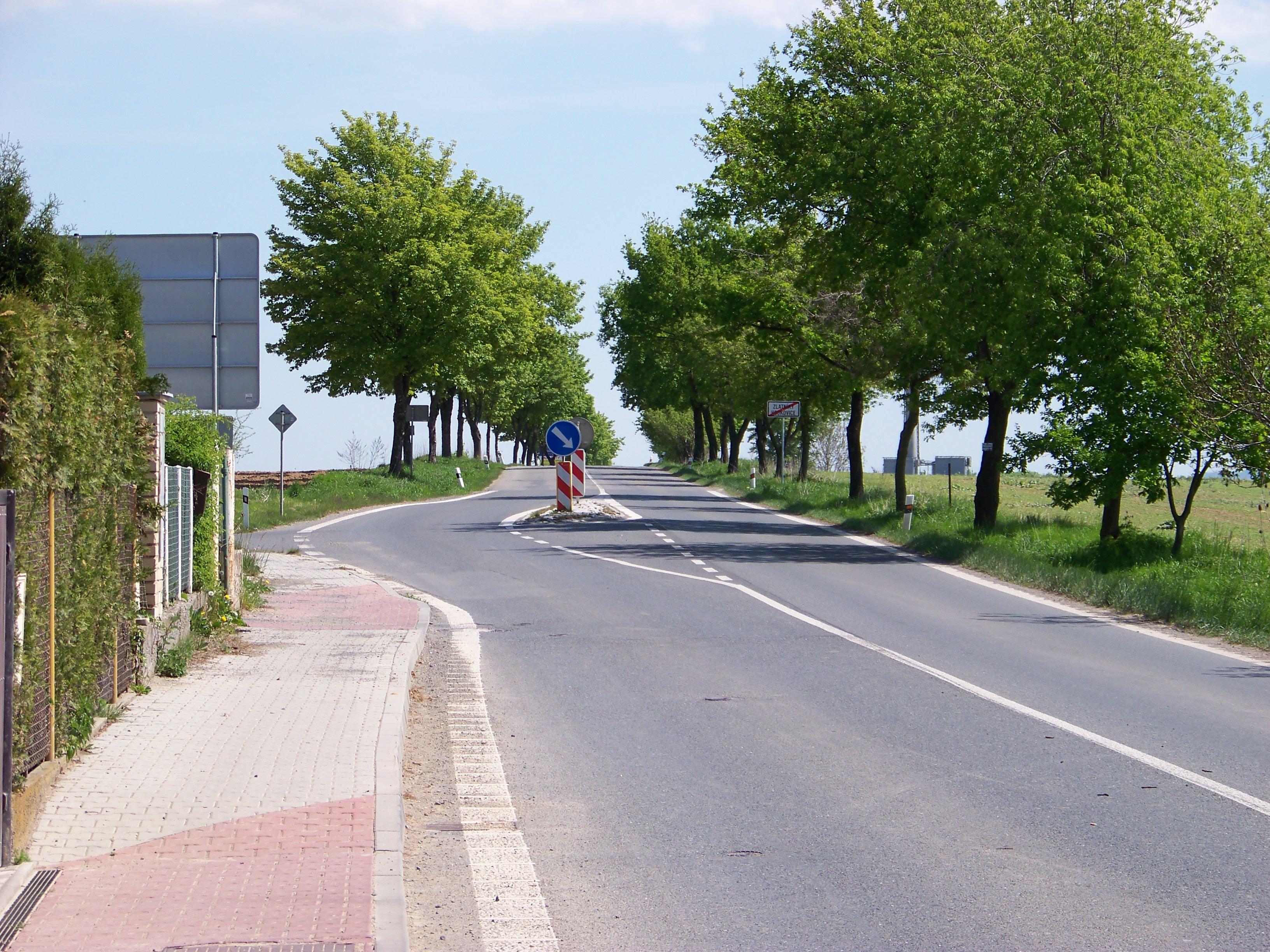
Estrada vicinal próxima a Praga com chicane na faixa da esquerda, a fim de provocar uma redução de velocidade na pista em declive.
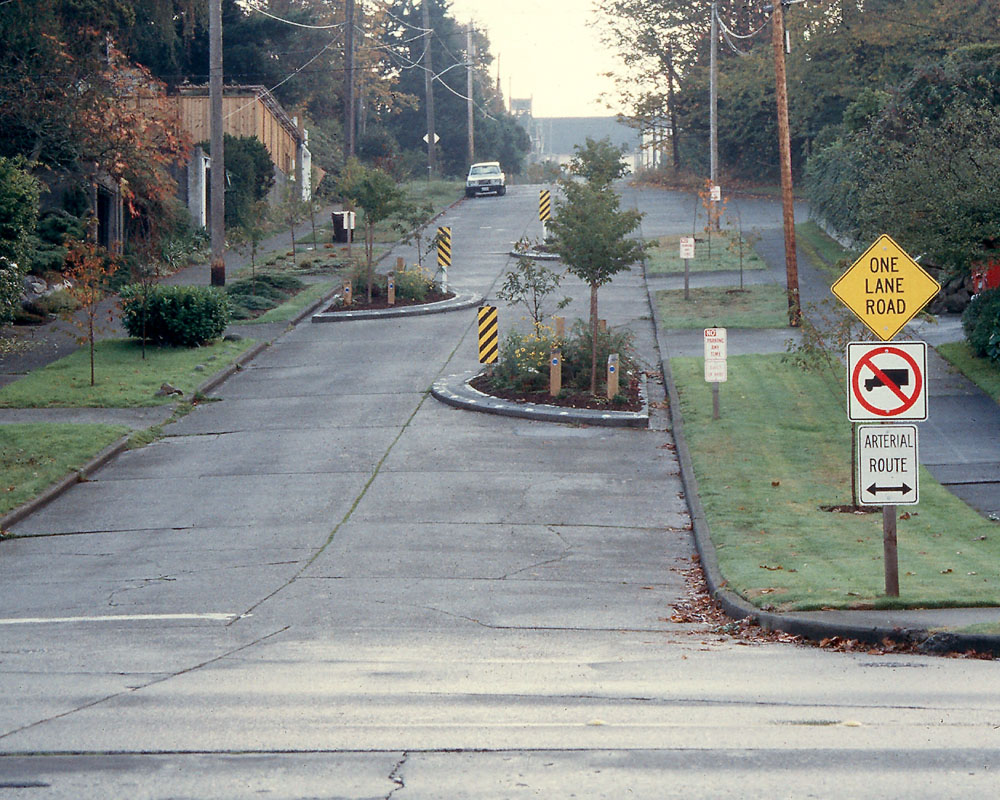
Chicane feita com jardins, provavelmente em Seattle, EUA

## No automobilismo esportivo
No automobilismo esportivo uma chicane costuma ser uma sequência de curvas em formato de "S" utilizada para diminuir a velocidade dos veículos, localizada geralmente após uma longa reta.
Às vezes a passagem pela chicane é opcional, e pode acontecer de apenas algumas categorias mais rápidas a utilizarem. Há punições para carros que estariam obrigados a percorrê-las, e que não o façam.

Uma forma de chicane que foi o padrão na Fórmula 1 até o início dos anos 80 consistia na utilização de duas ou mais paredes subsequentes de pneus empilhados na pista transversalmente ao seu fluxo, em margens opostas. A passagem somente era possível através de movimentos sucessivos alternados para um lado e para o outro contornando os obstáculos, o que impelia o piloto a reduzir a sua velocidade. As barreiras de pneus funcionavam como dissipadores da energia mecânica inercial em caso de acidentes, diminuindo o impacto e o risco de lesões mais sérias. Com as subsequentes evoluções tecnológicas, que possibilitaram o aumento de velocidade dos monopostos, ainda que tenham havido avanços na eficiência dos sistemas de frenagem, este tipo de chicane foi abandonado em favor de chicanes compostas por sequência de curvas sucessivas alternadas, com áreas de escape, pensando na segurança dos pilotos.

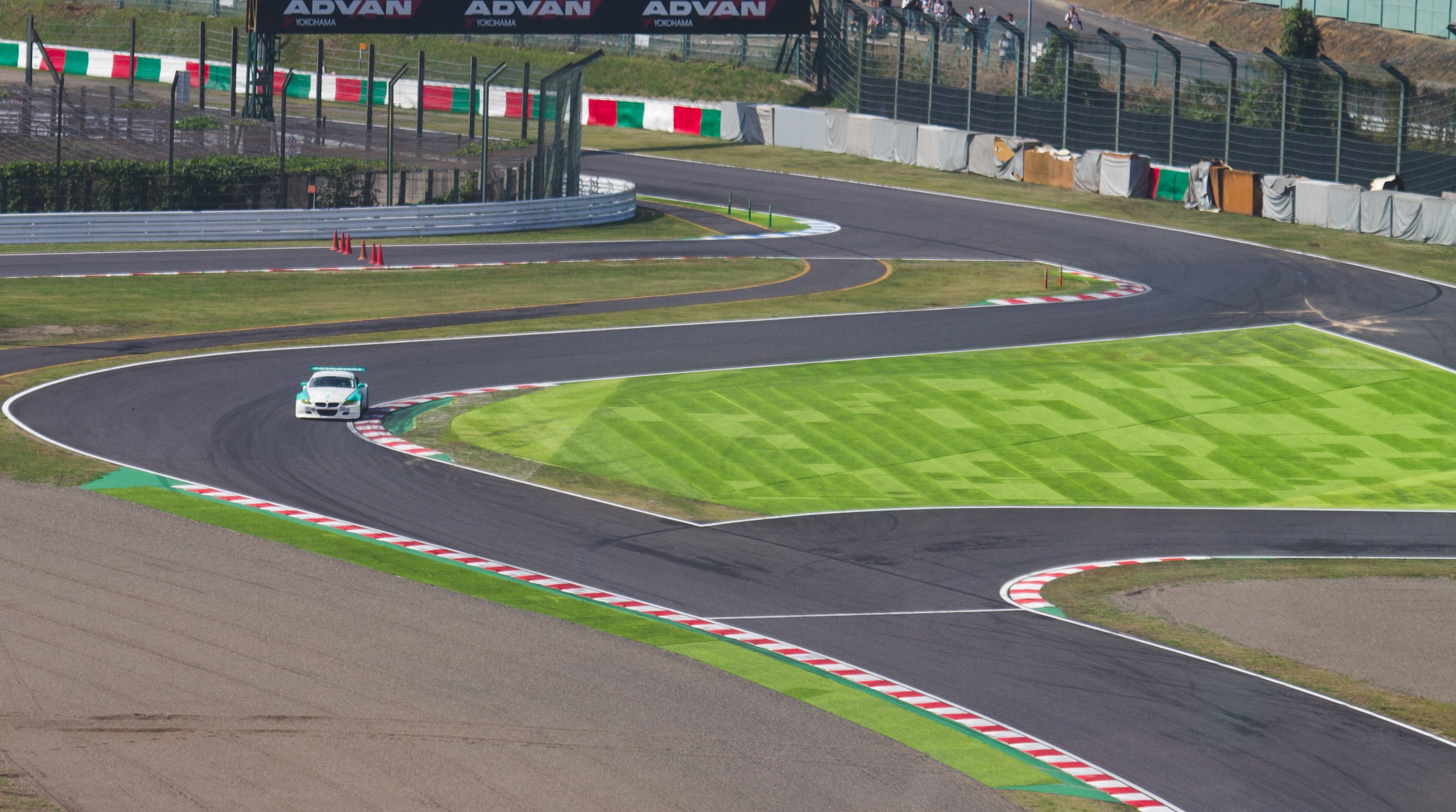
Chicane no autódromo de Suzuka
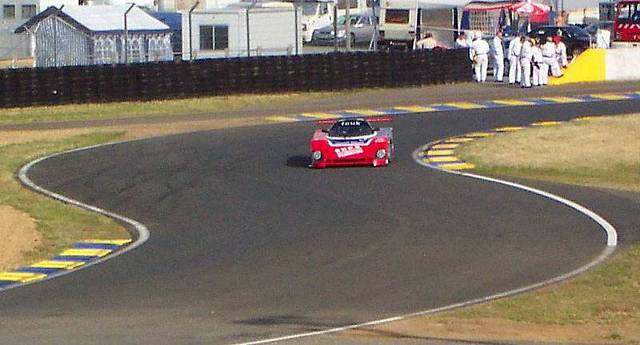
Chicane Ford Motor Company em Le Mans